# Irma Serrano
Irma Consuelo Cielo Serrano bijgenaamd 'la Tigresa', (Comitán, 9 december 1933 – Tuxtla Gutiérrez, 1 maart 2023) was een omstreden Mexicaans zangeres, actrice en politica.
Serrano is afkomstig uit de staat Chiapas. Haar vader, Santiago Serrano Ruiz, was een vooraanstaand schrijver, dichter en politicus, haar moeder, María Castro Domínguez, was een plaatselijke aristocraat die verschillende haciënda's bezat. Ze had een oudere broer en zus. In de jaren 1960 en 70 was zij een van de bekendste sterren van de Mexicaanse cinema, en had ook tal van rollen in (soap)series. Ook stond zij bekend als maîtresse van president Gustavo Díaz Ordaz, en veroorzaakte een schandaal door bij een officiële bijeenkomst in aanwezigheid van onder anderen Díaz Ordaz' echtgenote een obsceen lied te zingen. Ook in daaropvolgende jaren had zij verschillende relaties, meestal met mannen die veel jonger waren dan zij.
In 1994 werd zij voor de linkse Partij van de Democratische Revolutie (PRD) gekozen tot senator voor haar geboortestaat. Haar nominatie was omstreden binnen de PRD, onder andere omdat Serrano meerdere malen het bloedbad van Tlatelolco, een moordpartij onder studenten uit 1968 tijdens het presidentschap van Díaz Ordaz, had verdedigd, en omdat zij herhaaldelijk antisemitische uitspraken had gedaan en zich lovend had geuit over Adolf Hitler. Na enkele jaren scheidde ze zich af van de PRD en ging zij als onafhankelijk senator verder. In 2000 deed zij voor de Sociale Alliantiepartij (PAS) vergeefs een gooi naar het voorzitterschap van het toenmalige district Cuauhtémoc in Mexico-Stad.
Serrano overleed aan een hartaanval. Ze werd 89 jaar oud.
- Biblioteca Nacional de España: XX1119372
- Gemeinsame Normdatei: 1282271350
- International Standard Name Identifier: 0000 0000 7729 1927
- Library of Congress Control Number: n79050005
- MusicBrainz: d7632562-17ec-46f7-861c-072939c1a850
- Système universitaire de documentation: 223731536
- Virtual International Authority File: 38191215
- WorldCat: E39PBJk4CXVVcRKjB6cc894rMP